# Cantone di Contres
Il Cantone di Contres era una divisione amministrativa dell'arrondissement di Blois.
È stato soppresso a seguito della riforma complessiva dei cantoni del 2014, che è entrata in vigore con le elezioni dipartimentali del 2015.
Comprendeva i comuni di:
- Candé-sur-Beuvron
- Cheverny
- Chitenay
- Contres
- Cormeray
- Cour-Cheverny
- Feings
- Fougères-sur-Bièvre
- Fresnes
- Monthou-sur-Bièvre
- Les Montils
- Oisly
- Ouchamps
- Sambin
- Sassay
- Seur
- Valaire